# The Night Before
The Night Before (Lennon/McCartney) är en låt av The Beatles från 1965.

## Låten och inspelningen
Paul McCartney har dubblerade sin sång medan John Lennon spelade elpiano på denna ganska ordinära poplåt som man drog igenom 17 februari 1965. Låten kom med på LP:n Help!, som utgavs i England 6 augusti 1965 och i USA 13 augusti 1965. 